# Territorio dell'Illinois

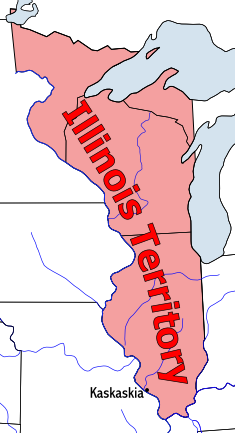
Mappa del Territorio

Il Territorio dell'Illinois è stato un territorio organizzato degli Stati Uniti esistito tra il 1º marzo 1809 e il 3 dicembre 1818, quando la sua parte meridionale divenne lo Stato dell'Illinois.
In precedenza, quest'area faceva parte del Canada francese con il nome di Pays des Illinois o "Alta Louisiana", e passò poi sotto il dominio britannico dopo il trattato di Parigi del 1763. Durante la campagna dell'Illinois (1778-1779) della Guerra d'indipendenza americana, il colonnello George Rogers Clark ne prese possesso a nome della Virginia, che creò la Contea dell'Illinois per esercitarvi nominalmente il controllo.
Tra il 13 luglio 1787 e il 4 luglio 1800 fece parte del Territorio del nord-ovest, quando fu fondato il Territorio dell'Indiana in preparazione all'ammissione dell'Ohio all'Unione; il territorio dell'Illinois fu formalmente stabilito il 3 febbraio 1809, quando il Congresso accettò le lamentele di alcuni abitanti delle aree più occidentali del territorio dell'Indiana, che avevano difficoltà a partecipare agli affari territoriali.
Il territorio comprendeva, oltre all'attuale stato dell'Illinois, anche il Wisconsin, la parte orientale del Minnesota e quella occidentale della penisola superiore del Michigan; queste ultime terre passarono al Territorio del Michigan quando l'Illinois divenne uno stato. I confini originali erano definiti come
La capitale del territorio era Kaskaskia. Il censimento del 1810 stabilì pari a 12 282 abitanti la popolazione del territorio.

## Segretari
I due segretari del territorio dell'Illinois furono:
- Nathaniel Pope (1809–1816)
- Joseph Phillips (1816–1818)